# Zdihovo (Vrbovsko)
Zdihovo je pogranično naselje u Hrvatskoj u sastavu Grada Vrbovskog. Nalazi se u Primorsko-goranskoj županiji.

## Zemljopis
Zapadno su Rim i Klanac, sjeverno je rijeka Kupa i preko nje Slovenija, sjeerno-sjeveroistočno su u Sloveniji Vukovci, sjeveroistočno u Sloveniji su Kovačji Grad i Učakovci i u Hrvatskoj Fratrovci te Pribanjci, Kasuni i Bosanci, jugoistočno su Hrsina, Krč Bosiljevski i Strgari, južno je Liplje, jugozapadno su Osojnik, Plešivica, Mali Jadrč i Veliki Jadrč.

## Stanovništvo
| broj stanovnika | 195   | 177   | 186   | 167   | 145   | 123   | 131   | 152   | 144   | 137   | 88    | 94    | 60    | 80    | 35    | 28    | 29    |
|                 | 1857. | 1869. | 1880. | 1890. | 1900. | 1910. | 1921. | 1931. | 1948. | 1953. | 1961. | 1971. | 1981. | 1991. | 2001. | 2011. | 2021. |